# Ichiban Ushiro no Dai Maō
Ichiban Ushiro no Dai Maō (いちばんうしろの大魔王 lit. El rey demonio ocupa el pupitre de atrás?) es una serie de novelas ligeras japonesas escritas por Shotaro Mizuki e ilustradas por Souichi Itō. A partir del 1 de diciembre de 2009, trece volúmenes han sido publicados por Hobby Japón. Una adaptación a manga realizada por Souichi Ito comenzó su serialización en la revista Champion Red el 19 de septiembre de 2008, cinco volúmenes han sido publicados.

## Argumento
Una historia de amor, magia y batallas gira en torno a Sai Akuto, un muchacho que aspira formar parte de un alto puesto en la orden de magos del país, y contribuir a la sociedad. Su sueño es convertirse algún día en un Sumo Sacerdote, defensor del bien (Cabe aclarar que en realidad el desea hacerle un gran bien a la humanidad y el sumo sacerdote tiene mucho poder para lograr esto). El día en que es admitido en la Academia de Magia Constant, su prueba de aptitud predice lo siguiente: "Futura ocupación... Rey Demonio"; todo lo contrario a lo que él desea ser. Así comienza la difícil vida escolar en la cual será resentido por una mujer estudiosa de su clase, deseado por una muchacha con poderes misteriosos, y custodiado por un hermoso androide femenino.

## Personajes
Akuto Sai (紗伊 阿九斗 Sai Akuto?)
Seiyū: Takashi Kondō
Doblaje (Hispanoamérica): Alan Fernando Velázquez
Akuto Sai fue abandonado a las puertas de una iglesia por una mujer desconocida. Creció y se trasladó a la Academia Constant de Magia, esperando un día convertirse en un Sumo Sacerdote. Conoció a Junko Hattori en el tren camino a la escuela, con ella forma un pacto para hacer del mundo un lugar mejor. Sin embargo, al llegar, Yata Garasu, el espíritu del oráculo del colegio, predice que él se convertirá en un Rey Demonio. Esas predicciones jamás han fallado antes, todos los estudiantes de la academia entran en pánico debido a esta predicción. Aun así, sigue intentando hacer las cosas de manera correcta. 
Cuando se presenta la situación, demuestra tener un tremendo poder dentro de sí. Akuto puede controlar el "maná", por ejemplo, tiene la habilidad de absorber el mana de un perro demonio, convirtiéndolo en un cachorro. Sin embargo, su poder no lo puede controlar fácilmente, cuando intenta hacer una muestra de magia, por más inofensiva que sea, termina creando catastróficas explosiones. En el transcurso, Akuto es capaz de hacer que los demás estudiantes confíen en él, o por lo menos que no lo asesinen. Luego adquiere una poderosa ayuda perteneciente al antiguo Rey Demonio, un enorme dragón llamado Peterhausen (ピーターハウゼン?).
Kēna Soga (曽我 けーな Soga Kēna?)
Seiyū: Aki Toyosaki
Doblaje (Hispanoamérica): Amanda Hinojosa
Es una compañera de clase de Akuto, siempre lleva una extraña horquilla en forma de pájaro. A lo largo de la serie se descubre que ese fue en realidad un regalo que le dio Akuto cuando eran pequeños. Esta horquilla mágica le permite hacerse invisible, pero lo que lleve encima se verá, por lo que debe desnudarse si desea volverse invisible. Le encanta el arroz y a pesar de que las ollas de éste estén prohibidas: Tiene una en su dormitorio ya que ella cree que todo el mundo sería feliz si comieran siempre arroz. Kēna es ingenua, a veces actúa afirmando conclusiones poco probables y extraño. Ella se refiere a Akuto como "Aa-chan" y siente algo por él.Tanto en el anime como en la novela Keena no parece recordar bien que conoció a Akuto de pequeños en el orfanato ni que fue él quien le dio la horquilla, sin embargo en el mang lo reconoce casi al instante, el por qué es diferente tanto en el anime como en la novela no se sabe. 
Peterhausen (ピーターハウゼン?)
Seiyū: Jōji Nakata
Doblaje (Hispanoamérica): Gabriel Basurto
Es un dragón que ha dormido alrededor de 100 años, al ser despertado por Etou este le pregunta si tiene lo necesario (refiriéndose a que su maestro tiene que ser el rey demonio) es de carácter fuerte y aunque tiene ansias por una batalla, obedece las órdenes de su maestro sin objeción, no se sabe en realidad cual es su verdadero nombre ya que su nombre actual le fue dado por el anterior Rey Demonio y Akuto no se lo cambió a pesar de que puede hacerlo como su nuevo maestro.

## Media

### Novela ligera
El primer volumen se publicó el 1 de febrero de 2008 por Hobby Japan bajo su HJ Bunko, con un total de 13 volúmenes disponibles desde el 1 de diciembre de 2010. El 29 de marzo de 2014 salió a la venta el décimo tercer volumen de la serie. Cada uno de los volúmenes es llamado "Acts".
| Volumen    | Fecha de Publicación     | ISBN                   |
| ---------- | ------------------------ | ---------------------- |
| Volumen 1  | 1 de febrero de 2008     | ISBN 978-4-8942-5660-6 |
| Volumen 2  | 1 de mayo de 2008        | ISBN 978-4-8942-5703-0 |
| Volumen 3  | 1 de septiembre de 2008  | ISBN 978-4-8942-5759-7 |
| Volumen 4  | 1 de diciembre de 2008   | ISBN 978-4-8942-5794-8 |
| Volumen 5  | 1 de marzo de 2009       | ISBN 978-4-8942-5830-3 |
| Volumen 6  | 30 de junio de 2009      | ISBN 978-4-8942-5882-2 |
| Volumen 7  | 1 de septiembre de 2009  | ISBN 978-4-8942-5929-4 |
| Volumen 8  | 1 de diciembre de 2009   | ISBN 978-4-8942-5966-9 |
| Volumen 9  | 1 de abril de 2010       | ISBN 978-4-7986-0029-1 |
| Volumen 10 | 1 de julio de 2010       | ISBN 978-4-7986-0077-2 |
| Volumen 11 | 1 de diciembre de 2010   | ISBN 978-4-7986-0150-2 |
| Volumen 12 | 29 de septiembre de 2012 | ISBN 978-4-7986-0460-2 |
| Volumen 13 | 29 de marzo de 2014      | ISBN 978-4-7986-0799-3 |

### Manga
Una adaptación a manga ha sido serializado entre el 19 de septiembre de 2008 y 19 de diciembre de 2013 en la Champion Red. El primer volumen fue publicado por Akita Shoten el 20 de mayo de 2009, con cinco volúmenes disponibles en la actualidad al 18 de abril de 2014.
| Volumen   | Fecha de Publicación | ISBN                   |
| --------- | -------------------- | ---------------------- |
| Volumen 1 | 20 de mayo de 2009   | ISBN 978-4-253-23466-5 |
| Volumen 2 | 19 de marzo de 2010  | ISBN 978-4-253-23467-2 |
| Volumen 3 | 20 de mayo de 2011   | ISBN 978-4-253-23468-9 |
| Volumen 4 | 20 de abril de 2012  | ISBN 978-4-253-23469-6 |
| Volumen 5 | 18 de abril de 2014  | ISBN 978-4-253-23470-2 |

### Drama CD
Dos Dramas CD producidos por Edge Records fueron puestos a la venta. El primer Drama CD fue lanzado el 25 de febrero de 2009 y el segundo el 30 de septiembre de 2009.

### Anime
Una adaptación a anime se comenzó el emitir el 2 de abril del 2010, por las cadenas de cable Tokyo MX TV, Chiban TV y Sun TV, con transmisiones simultáneas en Anime Network y Crunchyroll. Una versión sin censura es emitida 2 días de su estreno semanal por AT-X. El tema de apertura se llama "REALOVE:REALIFE" ("AMOREAL:VIDAREAL") interpretado por el grupo de pop japonés Sphere, y el de cierre "Everyday Sunshine Line!" ("¡Línea de sol todos los días!"), interpretado por Natsuko Asō.